# Silly-sur-Nied

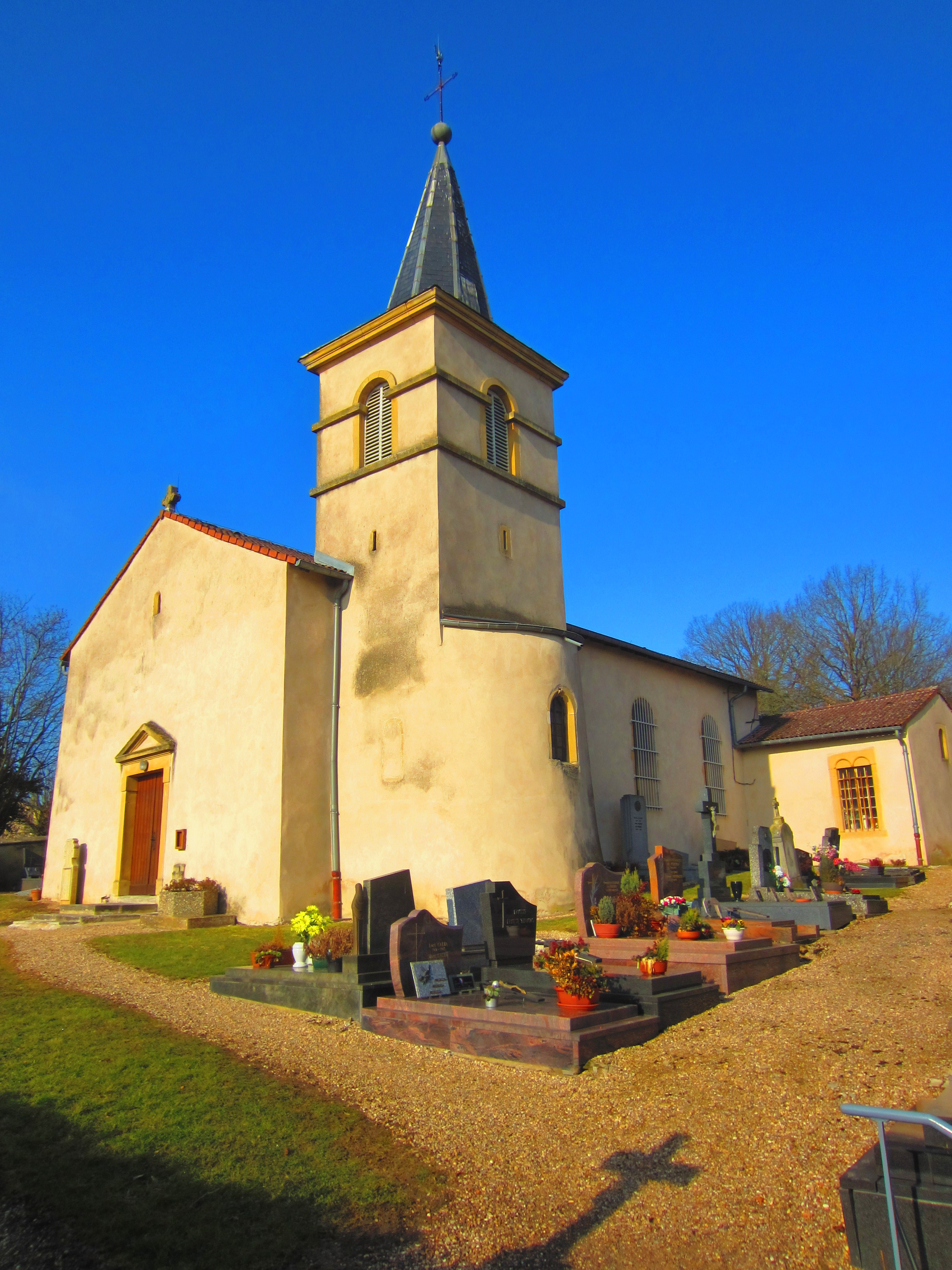
Kirche St. Arnoul

Silly-sur-Nied (deutsch Sillers) ist eine französische Gemeinde mit 711 Einwohnern (Stand 1. Januar 2022) im Département Moselle in der Region Grand Est (bis 2015 Lothringen). Sie gehört zum Arrondissement Metz.
Zu Silly-sur-Nied gehört der Ortsteil Landremont (Lemmersberg).

## Geographie
Silly-sur-Nied liegt in Lothringen, 14 Kilometer östlich von Metz und vier Kilometer nördlich von Pange, auf einer Anhöhe an der linken Seite der Französischen Nied,  auf einer Höhe zwischen 210 und 290 m über dem Meeresspiegel, die mittlere Höhe beträgt 250 m. Das Gemeindegebiet umfasst 4,54 km².

## Geschichte
Im Ort finden sich Überreste von Villen aus der Römerzeit. Die Kirche St. Arnoul geht auf das 11. Jahrhundert zurück. Die Ortschaft gehörte früher zum Herzogtum Lothringen.
Im 17. Jahrhundert waren die Mitglieder der Familie Lallouette die Herrscher über Silly-sur-Nied, deren Wappen heute dem Gemeindewappen entspricht
Durch den Frankfurter Frieden vom 10. Mai 1871 kam die Region an Deutschland und das Dorf wurde dem Landkreis Metz im Bezirk Lothringen des Reichslandes Elsaß-Lothringen zugeordnet.
Nach dem Ersten Weltkrieg musste die Region aufgrund der Bestimmungen des Versailler Vertrags 1919 an Frankreich abgetreten werden. Im Zweiten Weltkrieg war die Region von der deutschen Wehrmacht besetzt und stand unter deutscher Verwaltung.

### Bevölkerungsentwicklung
| Jahr      | 1962 | 1968 | 1975 | 1982 | 1990 | 1999 | 2007 | 2019 |
| Einwohner | 149  | 122  | 258  | 609  | 718  | 734  | 705  | 693  |

## Belege
1. 1 2  Eugen H. Th. Huhn: Deutsch-Lothringen. Landes-, Volks- und Ortskunde, Stuttgart 1875, S. 295 (google.books.de).
2. ↑  Wappenbeschreibung auf genealogie-lorraine.fr (französisch)